# 預言
預言（）とは、神的存在によって預言者に伝えられるとされるメッセージである。そのメッセージはしばしば預言者によって伝えられ、典型的には現在の社会や未来の出来事に関する神の意志の感化・解釈・啓示を含んでいる（神の知識と比較されたい）。

## 語源
英語の名詞「prophecy」は「預言者の役目」の意味では1225年頃から出始め（中英語で「profecie 」など）、古フランス語の「prophetie 」（12世紀）、ラテン語の「prophetia 」、古代ギリシア語の「προφητεία 」（神の意志を解釈する才能、預言者を意味する「προφήτης 」より）に由来している。関連する、「預言者によって語られた事・書かれた物」の意味は1300年頃から見られ、「prophesy （預言する）」という動詞は1377年には記されている。

## 定義

「1831年の革命、熟練の大占星術師 Ikey Wether-Bridge が預言したとおりの」

マイモニデスは「預言とは真実と現実において、神的存在がその能動的知性を介して、先ずは人の推理力・次に想像力へと、送り放つものである」と書いた。このマイモニデスの見方は、イスラームにおける預言論を発展させたアル＝ファーラービーによる定義と密接に関係している。
旧約聖書の預言者は、変えられぬ未来を預言するのではなく、暫定的な警告をすることが多かった。。標準的な旧約聖書の預言の形式をまとめると「Xの罪を悔い改め、義に向かわねば、結果としてY（悪いこと）が起こるだろう」というふうになる。
カトリック百科事典は、キリスト教の預言の概念を「厳密な意味においては将来の出来事の予知と解されるが、記憶に残っていない過去の出来事や、理性に照らしても分からない現在の神秘的な事にも当てはめられる」と定義している。聖パウロは預言の定義において「徳を築かせ、忠告し、慰めること」を強調している。
西洋秘教作家のローズマリ・エレン・グィリーが言うには、「占い・預言・魔術」の補助として透視が用いられている。

## 正当でないとされる預言
懐疑的な視点では「事後預言」というラテン語の格言がある。また「自己成就預言」と呼ばれるものもある。これらについては「予言#正当な的中例とは見なし得ない予言」の項を参照のこと。
ユダヤ教のトーラーでも既に「偽預言者」の話題が扱われている（申命記13章2-6、18章20-22）。預言者である以上は、語られたことが必ず成就することが正当性を示す基準であり、旧約時代には偽預言者は死罪とみなされていた（預言者#ユダヤ教における預言者も参照）。